# Gravats de Mas de n'Olives
Els gravats de Mas d'en Olives és una roca amb gravats en el terme de Torreblanca a prop del Mas de n'Olives, municipi de Ponts (Noguera), declarats Bé cultural d'interès nacional.
La roca té unes mides de 9 m en sentit vertical i 7 m en la seva part més ample. Els gravats varen ser descoberts l'any 1970 per un jove pescador afincat a pocs quilòmetres de la zona.

## Accés

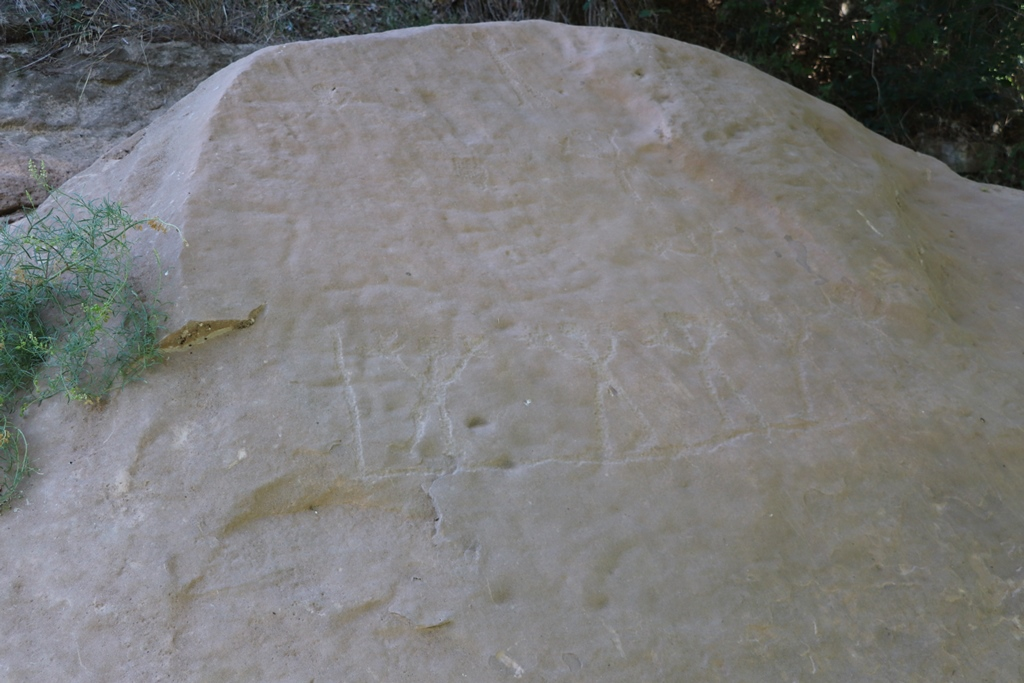
Gravats de Mas d'en Olives. Detall fotogràfic

S'hi accedeix d'Artesa de Segre, seguint la LV-5122 que porta cap a la entitat d'Anya. Des d'aquesta localitat s'ha de continuar direcció Torreblanca. A prop del Mas de n'Olives baixa a la dreta una pista al riu Segre fins a la presa d'Anya, on es troba la roca amb els gravats. L'accés està senyalitzat.

## Descripció

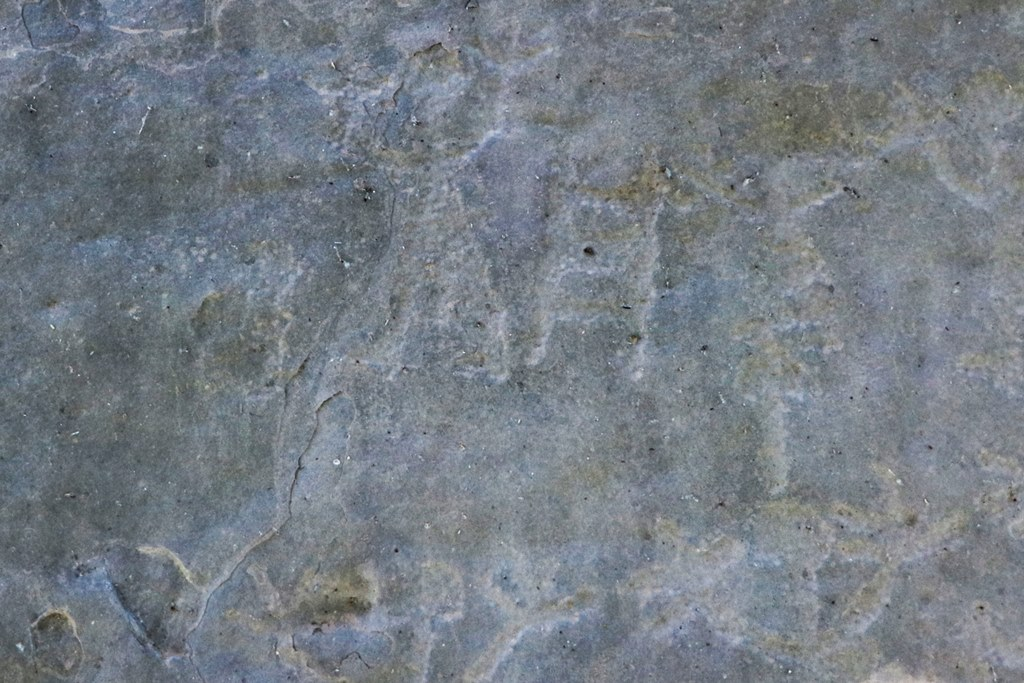
Gravats de Mas d'en Olives. Composició

Sobre una gran roca inclinada cap al riu Segre es conserven un total de 81 gravats. Representen figures humanes i motius geomètrics. S'identifiquen dues fases de realització:
- Figures esquemàtiques gaire desgastades del Calcolític o Bronze Antic (2200-1800 a.e.c.).
- Figures del Bronze final (1800-650 a.e.c.).

La majoria de les figures tenen els braços aixecats. La tècnica emprada és el picotejat. Els gravats estan en dues zones de la roca: una en la part alta i l'altre a la part inferior dreta. A més a més hi ha zones amb regates i cassoletes.